# Esgrima nos Jogos Olímpicos de Verão de 1908
A esgrima nos Jogos Olímpicos de Verão de 1908 foi realizado em Londres, no Reino Unido, com quatro eventos disputados. A prova de florete não foi incluida nessa edição dos Jogos, porém estrearam as provas de espada e sabre por equipes. Diferente de Saint Louis 1904, não realizou-se eventos com competidores profissionais (masters), apenas para esgrimistas amadores.

## Eventos da esgrima
Masculino: Espada individual | Sabre individual | Espada por equipe | Sabre por equipe

## Espada individual masculino
| Pos. | País         | Atletas            |
| ---- | ------------ | ------------------ |
|      | França (FRA) | Gaston Alibert     |
|      | França (FRA) | Alexandre Lippmann |
|      | França (FRA) | Eugène Olivier     |

### Final
| Pos | Esgrimista         | País          | Vitórias | Derrotas |
| --- | ------------------ | ------------- | -------- | -------- |
| 1   | Gaston Alibert     | França        | 7        | 2        |
| 2   | Alexandre Lippmann | França        | 5        | 3        |
| 2   | Robert Montgomerie | Reino Unido   | 6        | 3        |
| 2   | Eugène Olivier     | França        | 4        | 3        |
| 5   | Paul Anspach       | Bélgica       | 2        | 5        |
| 5   | Cecil Haig         | Reino Unido   | 2        | 5        |
| 5   | Alfred Labouchere  | Países Baixos | 2        | 5        |
| 8   | Martin Holt        | Reino Unido   | 2        | 6        |

Três esgrimistas disputaram um play-off entre si para definir os medalhistas de prata e bronze.
| Pos | Esgrimista         | País        | Vitórias | Derrotas |
| --- | ------------------ | ----------- | -------- | -------- |
| 2   | Alexandre Lippmann | França      | 2        | 0        |
| 3   | Eugène Olivier     | França      | 1        | 1        |
| 4   | Robert Montgomerie | Reino Unido | 0        | 2        |

## Sabre individual masculino
| Pos. | País          | Atletas                    |
| ---- | ------------- | -------------------------- |
|      | Hungria (HUN) | Jenő Fuchs                 |
|      | Hungria (HUN) | Béla Zulavszky             |
|      | Boêmia (BOH)  | Vilém Goppold von Lobsdorf |

### Final
| Pos | Esgrimista                 | País          | Vitórias | Derrotas |
| --- | -------------------------- | ------------- | -------- | -------- |
| 1   | Jenő Fuchs                 | Hungria       | 6        | 1        |
| 1   | Béla Zulavszky             | Hungria       | 6        | 1        |
| 3   | Vilém Goppold von Lobsdorf | Boêmia        | 4        | 3        |
| 4   | Jenő Szántay               | Hungria       | 3        | 4        |
| 5   | Péter Tóth                 | Hungria       | 3        | 4        |
| 6   | Lajos Werkner              | Hungria       | 2        | 5        |
| 7   | Jetze Doorman              | Países Baixos | 1        | 6        |
| 7   | Georges de la Falaise      | França        | 1        | 6        |

Como os dois primeiros colocados empataram, uma luta extra entre os dois esgrimistas foi disputada.
| Pos | Esgrimista     | País    | Vitórias | Derrotas |
| --- | -------------- | ------- | -------- | -------- |
| 1   | Jenő Fuchs     | Hungria | 1        | 0        |
| 2   | Béla Zulavszky | Hungria | 0        | 1        |

## Espada por equipe masculino
| Pos. | País               | Atletas                                                              |
| ---- | ------------------ | -------------------------------------------------------------------- |
|      | França (FRA)       | Gaston Alibert Henri-Georges Berger Charles Collignon Eugène Olivier |
|      | Grã-Bretanha (GBR) | Charles Leaf Daniell Cecil Haig Martin Holt Robert Montgomerie       |
|      | Bélgica (BEL)      | Paul Anspach Desire Beaurain Ferdinand Feyerick François Rom         |

### Final
O vencedor do duelo conquistaria a medalha de ouro, enquanto o perdedor disputaria uma repescagem para ter chances de conquistar a medalha de prata.
| Vencedores | Vencedores                                                       | Vencedores | Perdedores | Perdedores                                                   | Perdedores |
| País       | Esgrimistas                                                      | Pontos     | Pontos     | Esgrimistas                                                  | País       |
| ---------- | ---------------------------------------------------------------- | ---------- | ---------- | ------------------------------------------------------------ | ---------- |
| França     | Gaston Alibert Bernard Gravier Alexandre Lippmann Eugène Olivier | 7          | 9          | Paul Anspach Désiré Beaurain Ferdinand Feyerick François Rom | Bélgica    |

### Repescagem
Dinamarca e Reino Unido, equipes que haviam sido derrotadas pela equipe campeã (França) nas fases anteriores, duelaram na primeira fase da repescagem. O ganhador disputaria a medalha de prata com o perdedor da final (Bélgica).
| Vencedores  | Vencedores                                                     | Vencedores | Perdedores | Perdedores                                           | Perdedores |
| País        | Esgrimistas                                                    | Pontos     | Pontos     | Esgrimistas                                          | País       |
| ----------- | -------------------------------------------------------------- | ---------- | ---------- | ---------------------------------------------------- | ---------- |
| Reino Unido | Charles Leaf Daniell Cecil Haig Martin Holt Robert Montgomerie | 8          | 9          | Otto Becker Ejnar Levison Ivan Osiier Herbert Sander | Dinamarca  |

#### Disputa pela prata
| Vencedores  | Vencedores                                                        | Vencedores | Perdedores | Perdedores                                                    | Perdedores |
| País        | Esgrimistas                                                       | Pontos     | Pontos     | Esgrimistas                                                   | País       |
| ----------- | ----------------------------------------------------------------- | ---------- | ---------- | ------------------------------------------------------------- | ---------- |
| Reino Unido | Edgar Amphlett Charles Leaf Daniell Cecil Haig Robert Montgomerie | 5          | 9          | Paul Anspach Fernand Bosmans Fernand de Montigny François Rom | Bélgica    |

## Sabre por equipe masculino
| Pos. | País          | Atletas                                                                                   |
| ---- | ------------- | ----------------------------------------------------------------------------------------- |
|      | Hungria (HUN) | Jenő Fuchs Oszkár Gerde Péter Tóth Lajos Werkner                                          |
|      | Itália (ITA)  | Marcello Bertinetti Riccardo Nowak Abelardo Olivier Alessandro Pirzio-Biroli              |
|      | Boêmia (BOH)  | Vlastimil Lada-Sázavský Vilém Goppold von Lobsdorf Bedrich Schejbal Jaroslav Šourek-Tucek |

### Final
O vencedor do duelo conquistaria a medalha de bronze, enquanto o perdedor disputaria uma repescagem para ter chances de conquistar a medalha de prata.
| Vencedores | Vencedores                                       | Vencedores | Perdedores | Perdedores                                                                                | Perdedores |
| País       | Esgrimistas                                      | Derrotas   | Derrotas   | Esgrimistas                                                                               | País       |
| ---------- | ------------------------------------------------ | ---------- | ---------- | ----------------------------------------------------------------------------------------- | ---------- |
| Hungria    | Jenö Fuchs Oszkar Gerde Péter Tóth Lajos Werkner | 7          | 9          | Vlastimil Lada-Sázavský Vilém Goppold von Lobsdorf Bedrich Schejbal Jaroslav Šourek-Tucek | Boêmia     |

### Repescagem
Alemanha e Itália, equipes que haviam sido derrotadas pela equipe campeã (Hungria) nas fases anteriores, duelaram na primeira fase da repescagem. O ganhador disputaria a medalha de prata com o perdedor da final (Boêmia).
| Vencedores | Vencedores                                                                  | Vencedores | Perdedores | Perdedores                                                   | Perdedores |
| País       | Esgrimistas                                                                 | Derrotas   | Derrotas   | Esgrimistas                                                  | País       |
| ---------- | --------------------------------------------------------------------------- | ---------- | ---------- | ------------------------------------------------------------ | ---------- |
| Itália     | Marcelo Bertinetti Riccardo Nowak Abelardo Olivier Alessandro Pirzio-Biroli | 4          | 10         | Jakob Erkrath de Bary Fritz Jack Robert Krünert August Petri | Alemanha   |

#### Disputa pela prata
O ganhador da disputa receberia a medalha de prata e o perdedor ficaria com o bronze. Porém a equipe da Boêmia recusou-se em duelar com os italianos (vencedores da repescagem), sob o argumento de que, como finalistas, teriam o direito de ficar com a prata. O comitê organizador não atendeu ao protesto e concedeu a medalha de prata à Itália, restando aos boêmios a medalha de bronze.

## Quadro de medalhas da esgrima
| Pos. | País             | Ouro | Prata | Bronze | Total |
| 1    | FRA França       | 2    | 1     | 1      | 4     |
| 2    | HUN Hungria      | 2    | 1     | 0      | 3     |
| 3    | GBR Grã-Bretanha | 0    | 1     | 0      | 1     |
| 3    | ITA Itália       | 0    | 1     | 0      | 1     |
| 5    | BOH Boêmia       | 0    | 0     | 2      | 2     |
| 6    | BEL Bélgica      | 0    | 0     | 1      | 1     |